# امیلی واتسون
امیلی مارگرت واتسون OBE (انگلیسی: Emily Margaret Watson؛ زادهٔ ۱۴ ژانویه ۱۹۶۷) بازیگر انگلیسی است. او کار خود را با تئاتر آغاز کرد و در سال ۱۹۹۲ به رویال شکسپیر کامپنی پیوست. در سال ۲۰۰۲، او در نمایش شب دوازدهم و دایی وانیا بازی کرد و برای دومی نامزد جایزه اولیویه بهترین بازیگر زن در سال ۲۰۰۳ شد. او برای نخستین نقش سینمایی خود در فیلم شکستن امواج (۱۹۹۶) و برای بازی در نقش ژاکلین دوپره در هیلاری و جکی (۱۹۹۸) نامزد جایزه اسکار بهترین بازیگر زن شد.
واتسون در سال ۲۰۱۹ برای بازی در مینی‌سریال چرنوبیل، نامزد جوایز امی پرایم‌تایم و گلدن گلوب شد.

## بخشی از فیلم‌شناسی
- شکستن امواج (۱۹۹۶)
- بوکسور (۱۹۹۷)
- هیلاری و جکی (۱۹۹۸)
- گهواره خواهد جنبید (۱۹۹۸)
- خاکسترهای آنجلا (۱۹۹۹)
- دفاع لوژین (۲۰۰۰)
- گاسفورد پارک (۲۰۰۱)
- اژدهای سرخ (۲۰۰۲)
- عشق پریشان (۲۰۰۲)
- تعادل (۲۰۰۲)
- زندگی و مرگ پیتر سلرز (۲۰۰۴)
- عروس مرده (۲۰۰۵)
- خانم پاتر (۲۰۰۶)
- روح‌های سرد (۲۰۰۹)
- اسب جنگی (۲۰۱۱)
- آنا کارنینا (۲۰۱۲)
- کتاب‌دزد (۲۰۱۳)
- نظریه همه چیز (۲۰۱۴)
- پسر کوچک (۲۰۱۵)
- اورست (۲۰۱۵)
- متصدی لباس (۲۰۱۵)
- کینگزمن: محفل طلایی (۲۰۱۷)
- در ساحل چزیل (۲۰۱۷)
- خانواده هیولاها (۲۰۱۷)
- شاهزاده خوشحال (۲۰۱۸)
- خانه‌ای که جک ساخت (۲۰۱۸)
- چرنوبیل (۲۰۱۹)
- روز سوم (۲۰۲۰)
- چیزهای کوچک این‌چنینی (۲۰۲۴)
- تلماسه: انجمن خواهران (۲۰۲۴)
- افسانه اوچی (۲۰۲۵)

## افتخارات
- کاندیدای جایزه اسکار بهترین بازیگر زن برای شکستن امواج و هیلاری و جکی
- کاندیدای بفتای بهترین بازیگر نقش اول زن برای شکستن امواج، هیلاری و جکی و خاکسترهای آنجلا